# NGC 7314
NGC 7314 is een balkspiraalstelsel in het sterrenbeeld Zuidervis. Het ligt 50 miljoen lichtjaar van de Aarde verwijderd en werd op 29 juli 1834 ontdekt door de Britse astronoom John Herschel.

## Synoniemen
- ESO 533-53
- MCG -4-53-18
- Arp 14
- AM 2233-261
- IRAS 22330-2618
- PGC 69253